# 克里斯蒂娜·沃格尔
克里斯蒂娜·沃格尔（Kristina Vogel，1990年11月10日—），出生於吉爾吉斯，德国前女子單車運動員，兩屆世錦賽團體爭先賽冠軍，又在2012年夏季奧林匹克運動會中贏得團體爭先賽金牌。2018年因意外導致半身不遂。

## 簡歷
2013年，克里斯蒂娜·沃格尔在白俄羅斯明斯克舉行的世界場地單車錦標賽中，贏得了團體爭先賽冠軍和個人爭先賽亞軍。
2018年6月，禾歌在德國科特布斯體育中心賽車場訓練期間高速撞中在賽道上另一輪單車，脊椎嚴重受創。
2018年9月，她接受德國《明鏡》周刊訪問時表示，經過多次手術後，證實已無法再走路。

## 外部連結
- 官方网站（德文）